# Jim Cantalupo
Jim Cantalupo (1944 - 19 kwietnia 2004 w Orlando, Floryda), amerykański menedżer, prezes zarządu sieci restauracji McDonald’s.
Związany z McDonald's od 1974, wieloletni członek władz przedsiębiorstwa; od 1987 w radzie nadzorczej. Sprawował funkcje kierownika oddziału w Chicago, wiceprezydenta i prezydenta McDonald's International, szefa operacji handlowych w stanach północnych i wschodnich USA. 
Kierował koncernem McDonald's Corporation jako prezes zarządu i dyrektor wykonawczy od stycznia 2003, skutecznie przeprowadził firmę przez trudny okres finansowy. Zmarł nagle, podczas dorocznej konwencji McDonalda.
Był członkiem rad nadzorczych kilku innych przedsiębiorstw oraz działaczem (także prezydentem) organizacji i stowarzyszeń walki ze stwardnieniem rozsianym.